# Longitarsus flavicornis
Longitarsus flavicornis is een keversoort uit de familie bladkevers (Chrysomelidae). De wetenschappelijke naam van de soort werd in 1831 gepubliceerd door James Francis Stephens.